# Cabane de la Serrera
La cabane de la Serrera est un refuge d'Andorre situé dans la paroisse d'Ordino à une altitude de 2 190 m.

## Randonnée
Le refuge est non gardé et ouvert toute l'année. Il possède une capacité d'accueil de 2 personnes.
La cabane de la Serrera fait partie du parc naturel de Sorteny et se situe plus précisément sur la rive droite du riu de la Serrera. Elle est accessible depuis le refuge Borda de Sorteny en poursuivant le parcours de la GRP et de la Haute randonnée pyrénéenne. Depuis la cabane, il est possible de randonner en direction du pic de la Serrera (2 912 m) mais également de passer la Collada dels Meners afin de rejoindre la vallée de Ransol.

## Toponymie
Cabana désigne en catalan une « cabane » construite par les bergers dans les estives. Serrera provient du latin serra (« chaîne de montagnes »).